# Osiedle Słoneczne (Gniezno)
Osiedle Słoneczne – osiedle mieszkaniowe w południowo-wschodniej części Gniezna, w dzielnicy Kawiary. Zabudowane jest głównie zabudową jednorodzinną i szeregową z lat 80. i 90. XX wieku. Obejmuje obszar między ulicami: Słoneczną, Witkowską, Sokoła i Kawiary.

## Ulice
- Błękitna
- Gwiaździsta
- Kawiary
- Lazurowa
- Promykowa
- Słoneczna
- Sokoła
- Surowieckiego
- Wąska
- Witkowska